# マリア・コルダ
マリア・コルダ（María Corda、1898年5月4日 - 1976年2月15日）は、ハンガリーの女優。主にドイツ、オーストリアで活動した。

## 出演作品
- サムソンとデリラ（1922年）
- イスラエルの月（1924年）
- ポンペイ最後の日（1926年）